# Yaguaraparo
Yaguaraparo – miasto w Wenezueli, w stanie Sucre.